# Georg Bodenstein
Georg Bodenstein (ur. 17 sierpnia 1860 w Kołobrzegu, zm. 16 czerwca 1941 w Berlinie) – niemiecki prawnik, urzędnik kolejowy i państwowy.

## Życiorys
Po ukończeniu prawa na uniwersytecie w Heidelbergu i uzyskaniu tytułu doktora prawa, wstąpił do pruskiej administracji kolejowej, w której pełnił szereg funkcji m.in. urzędnika w Dyrekcji Kolei w Poznaniu (1895-) i w Dyrekcji Kolei w Essen, prezydenta Dyrekcji Kolei w Poznaniu (1913-1916), Dyrekcji Kolei w Królewcu (1916-1918) oraz Dyrekcji Kolei w Alzacji-Lotaryngii (1918-1919). Następnie przeszedł do administracji rządowej w której był podsekretarzem stanu w Ministerstwie Robót Publicznych Prus (Ministerium für öffentliche Arbeiten von Preußen) (1919-1920), oraz sekretarzem stanu w Ministerstwie Transportu Rzeszy (Reichsverkehrsministerium) (1920-1924), skąd przeszedł na emeryturę. 
Pochowany został na pod berlińskim cmentarzu Südwestkirchhof Stahnsdorf. 